# Ópera de Leipzig

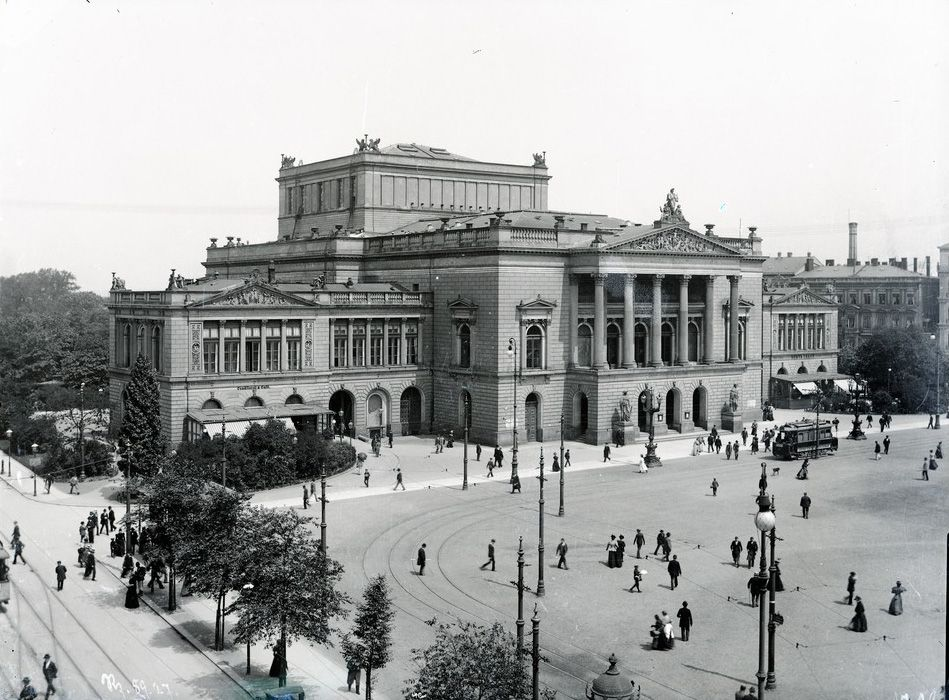
El predecesor de la Ópera de Leipzig, al Neues Theater antes de la Segunda Guerra Mundial.

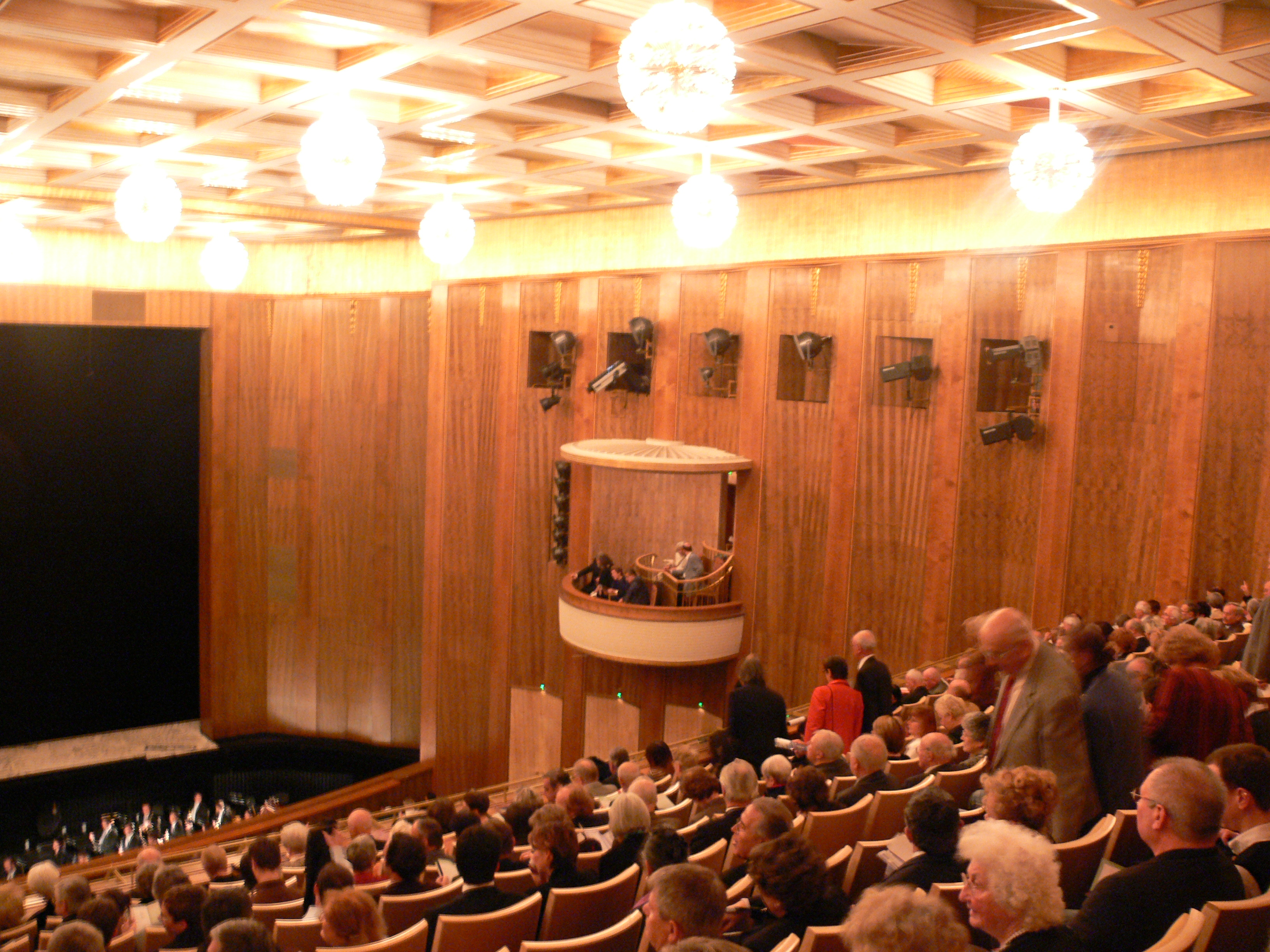
Patio de butacas de la Ópera de Leipzig.

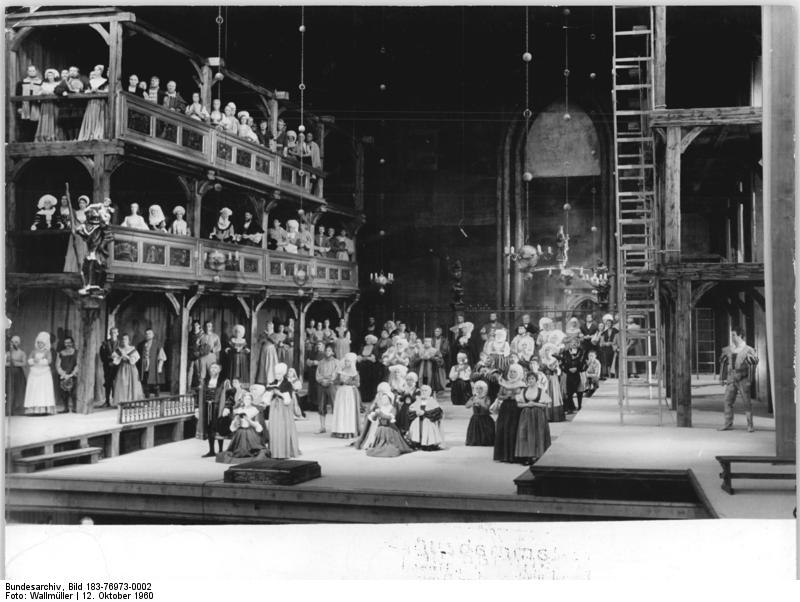
Inauguración con Los maestros cantores de Núremberg de Wagner (1960).

La Ópera de Leipzig (en alemán: Opernhaus Leipzig) es el teatro de ópera y ballet de la ciudad de Leipzig, Alemania.
Ubicada en la Augustusplatz, se inauguró el 8 de octubre de 1960 reemplazando al Neues Theater, destruido en 1944 durante la Segunda Guerra Mundial. Tiene capacidad para 1.426 espectadores y en su inauguración se interpretó Los maestros cantores de Núremberg de Richard Wagner. El nuevo teatro, construido por Kunz Nierade, fue en su momento el más grande de la RDA. Tras su restauración, que culminó en 2007, reabrió sus puertas con una nueva producción Rienzi de Richard Wagner, dirigida por Axel Kober que, junto con Riccardo Chailly, compartían la dirección musical del teatro. Desde 2009, y tras convertirse el primero en Director Musical General de la Deutsche Oper am Rhein, Chailly asume en solitario la dirección.
La compañía, fundada en 1693, es la segunda más antigua en Alemania y la tercera de Europa después de La Fenice y la de Hamburgo.[cita requerida] Allí se estrenaron Oberón de Carl Maria von Weber (1826), El vampiro de Marschner y Genoveva de Robert Schumann, entre otras.
La orquesta que toca en las óperas es la célebre Gewandhaus, anteriormente dirigida por Arthur Nikisch y Gustav Mahler, de la que también es titular Riccardo Chailly.